# Pan Jezus już się zbliża
Pan Jezus już się zbliża – polska pieśń eucharystyczna o spokojnej melodii. Śpiewana jest przez cały rok liturgiczny, często przy chrzcie świętym i komunii.

## Charakterystyka
Za autora pieśni uznawany jest ks. Antoni Kowalkowski. Brak bezpośrednich źródeł pisanych, w których jest on wymieniany jednoznacznie jako autor. Najwcześniejsza wzmianka o tym pochodzi z 1932 roku, gdy w numerze 146 czasopisma „Pielgrzym” opublikowano anonimowe wspomnienia o ks. Kowalkowskim w miesiąc po jego śmierci. Został w nich wymieniony jako autor pieśni Pan Jezus już się zbliża, która została umieszczona w śpiewniku Wiśniewskiego.
Pierwszy raz pieśń wykonały prawdopodobnie dzieci pierwszokomunijne w 1925 roku. W 1928 roku pieśń ukazała się w Śpiewniku kościelnym dla Diecezji Chełmińskiej Jana Wiśniewskiego na stronach 147–148 jako utwór nr 96 pt. Przed przyjęciem Komunii św. Melodia składa się z pięciu zwrotek i refrenu, jest w tonacji D-dur, metrum 4/4 (C), 16 taktów z przedtaktem. Tekst pieśni bywa śpiewany do melodii Valet will ich dir geben Melchiora Teschnera z 1614 roku (np. Chorał opolski, T. 2, Opole 1987, s. 277).

## Parodia
Pieśń sparodiował zespół Piersi w 1992 roku w utworze „ZCHN zbliża się”. Piosenka ta została napisana przez Pawła Kukiza jako protest, a zastosowanie melodii religijnej było celowym zabiegiem, mającym wzmocnić przekaz i kontrowersyjność. Piosenka opowiada o księdzu, który pił wódkę, a następnie rozbił swoją Toyotę. Utwór wywołał protesty w episkopacie i obozie ZChN. W efekcie dziennikarz odpowiedzialny za emisję nagrania w PR3 został zwolniony z pracy (po interwencji posłów UD został przywrócony). Ponadto Ryszard Czarnecki złożył do prokuratury zawiadomienie o możliwości popełnienia przez Pawła Kukiza przestępstwa obrazy uczuć religijnych, które zostało w kwietniu 1993 roku odrzucone z powodu niespełnienia ustawowych znamion czynu zabronionego. Skutkiem kontrowersji była wysoka sprzedaż albumu Piersi, w którym umieszczono piosenkę.